# Pepero day
Le Pepero day ou la Fête des Peperos est un jour célébré en Corée du Sud qui pourrait s'apparenter à la Saint-Valentin. Cette fête est un outil de marketing de l'entreprise coréenne Lotte, destiné à promouvoir sa marque Pepero. Le jour du 11 novembre a été choisi en raison du fait que la date, 11/11, se compose uniquement de « 1 », chiffre ressemblant aux peperos.